# Shadows of the Sun
Shadows of the Sun è il settimo album in studio degli Ulver pubblicato nel 2007 da Jester Records in formato CD ed LP.

## Il disco
Shadows of the Sun segna un'ulteriore svolta nella produzione del gruppo che, mantenendo sonorità elettroniche e ambient, si caratterizza per atmosfere evocative e pacate.

## Curiosità
Il disco contiene la reinterpretazione del brano Solitude, presente sull'album Master of Reality dei Black Sabbath.

## Tracce
1. Eos – 5:05
2. All the Love – 3:42
3. Like Music – 3:30
4. Vigil – 4:27
5. Shadows of the Sun – 4:36
6. Let the Children Go – 3:50
7. Solitude – 3:53
8. Funebre – 4:26
9. What happened? – 6:25

## Formazione
- Kristoffer Rygg: voce, produzione
- Tore Ylwizaker: tastiere, produzione
- Jørn H. Sværen: varie